# Dante Bernini
Dante Bernini (* 20. April 1922 in La Quercia, Italien; † 27. September 2019 ebenda) war ein italienischer Geistlicher und römisch-katholischer Bischof von Albano.

## Leben
Dante Bernini empfing am 12. August 1945 die Priesterweihe. Er war Pfarrer in Viterbo und Mitte der sechziger Jahre Dozent am Priesterseminar von Quercia.
Papst Paul VI. ernannte ihn am 30. Oktober 1971 zum Titularbischof von Assidona und zum Weihbischof in Albano. Der Bischof von Viterbo e Tuscania, Luigi Boccadoro, spendete ihm am 8. Dezember desselben Jahres die Bischofsweihe; Mitkonsekratoren waren Raffaele Macario, Bischof von Albano, und Franco Costa, emeritierter Bischof von Crema.
Am 10. Juli 1975 berief ihn Paul VI. zum Bischof von Velletri und Segni. Papst Johannes Paul II. berief ihn am 8. April 1982 zum Bischof von Albano. Am 13. November 1999 nahm Johannes Paul II. Berninis altersbedingten Rücktritt als Bischof von Albano an.
Dante Bernini war Präsident der Kommission für Gerechtigkeit und Frieden der Italienischen Bischofskonferenz. Außerdem war er Mitglied und von 1983 bis 1986 Vizepräsident der Kommission der Bischofskonferenzen der Europäischen Gemeinschaft (COMECE).